# Sydney Wooderson
Sydney Wooderson (Reino Unido, 30 de agosto de 1914-21 de diciembre de 2006) fue un atleta británico especializado en la prueba de 5000 m, en la que consiguió ser campeón europeo en 1946.

## Carrera deportiva
En el Campeonato Europeo de Atletismo de 1946 ganó la medalla de oro en los 5000 metros, llegando a meta en un tiempo de 14:08.6 segundos, por delante del neerlandés Wim Slijkhuis (plata con 14:14.0 segundos) y el sueco Evert Nyberg (bronce con 14:23.2 segundos).